# 坂手国生神社
坂手国生神社（さかてくなりじんじゃ）は、伊勢神宮皇大神宮（内宮）の摂社。
社名は坂の上に鎮座することに由来し、灌漑用水の神を祀る。

## 概要
三重県度会郡玉城町上田辺（かみたぬい）字大山田二144-1、牛尾崎池西隣の丘の上に鎮座する。玉城町にある13の内宮摂末社のうちの1社である。内宮の摂社27社のうち第25位である。地域では「さかだいさん」と呼ばれ、親しまれている。
社殿は緩やかな石段の参道を登ったところにある。社地の面積は7反5畝12歩（≒7,478m2）、社殿は神明造の板葺である。玉垣と鳥居を備える。古代の社地は5町四方（≒49,585m2）、社殿は長さ5尺（≒1.51m）×広さ3.6尺（≒1.09m）×高さ4.2尺（≒1.27m）であった。

## 祭神
祭神は、高水上命（たかみなかみのみこと）。内宮の神田を守護する水神である。玉城町内にある内宮摂社の小社神社にも祀られている。神体は石である。
元は国津神であったが、倭姫命に「田上神田」を差し出すことで神威を保った。

## 歴史
伝承によると、外城田川（寒川）を遡ってきた倭姫命を高水上命が出迎え、「田上神田」を献上したことから、坂手国生神社が祀られたという。明治維新まで神社周辺に「田上神田」という内宮の御料田があり、毎年18俵の米を納めていた。
中世には廃絶し、寛文3年9月8日（グレゴリオ暦：1663年10月8日）に棒原神社とともに河邊精長以下の神職らが遷宮を行って再興された。再興まで社地が不明となっていたため、複数の候補地が挙げられていた。御巫清直は再興地が旧社地とは異なると非難している。御巫は、古老からの聞き取りにより、上田辺の薬師堂の建つ丘が旧社地であるとした。
1904年（明治37年）4月に建て替えられた。

## 祭祀
三節祭（月次祭・神嘗祭）、祈年祭、新嘗祭、臨時奉幣祭の際には神職らが社頭で祭祀を執り行う。
民間信仰では毎月1日と15日に参拝を行う者がある。太平洋戦争終結前までは近隣商店で鉄製の小型鳥居を買い求め、社頭に納める風習があった。また9月9日に「白石神事」が行われる。

## 交通
伊勢参宮街道の北約300mの地点にある。
- JR参宮線
  - 外城田駅より徒歩約26分（約2.1km）。
  - 田丸駅より徒歩約47分（約2.5km）[15]。
- 伊勢自動車道玉城ICより約9分（約4.1km）。